# Brzozówka (województwo pomorskie)
Brzozówka (daw. Brosowken, niem. Birkendorf) – osada w Polsce w województwie pomorskim, w powiecie sztumskim, w gminie Stary Targ przy drodze wojewódzkiej nr 515. Wieś wchodzi w skład sołectwa Tropy Sztumskie.
Powstała jako osada folwarczna składająca się z dworu, a także budynków gospodarczych, inwentarskich oraz mieszkalnych z gospodarczymi. Była wsią szlachecką, należała do klucza buchwaldzkiego (bukowskiego) oraz do województwa malborskiego. W II połowie XIX wieku właścicielem wsi był Jan Donimirski. Zachowane zostały elementy zespołu zabudowy mieszkaniowej z budynkami gospodarczymi (z końcówki XIX wieku i okresu międzywojennego).
W latach 1945–1975 miejscowość administracyjnie należała do województwa gdańskiego, a w latach 1975–1998 do województwa elbląskiego.